# Parroquia de San Francisco Javier (Melilla)
La iglesia de San Francisco Javier es un templo católico situada en la avenida de la Duquesa de la Victoria del Ensanche Modernista de la ciudad española de Melilla y que forma parte del Conjunto Histórico Artístico de la Ciudad de Melilla, un Bien de Interés Cultural.

## Historia
Fue concebida originalmente para ser la capilla del Hospital de la Cruz Roja, según proyecto de José de Larrucea, gracias al empeño de Concepción Pozurama. Su primera piedra fue colocada el 13 de septiembre de 1926 y fue bendecida el 27 de septiembre de 1927 por José Casasola con el Comandante general de Melilla Alberto Castro Girona.
En 1953 fue erigida iglesia parroquial, , entre 1972 y 1991 estuvo a cargo de los Capuchinos.

## Descripción
Está construido en ladrillo macizo para los muros, hormigón para la bóveda, vigas de hierro para la cubierta a dos aguas y bovedillas de ladrillo macizo para las estancias secundaras.

### Interior
Consta de una única gran nave, que empieza en un vestíbulo con un coro alto y acaba en una cabecera semicircular, los muros están abiertos por ventanas de arcos de medio punto y están adornadas con pilastras, sobre las que se inician los arcos formeros con los que cuenta la bóveda de cañón.